# 3 Pułk Piechoty Honwedu
3 Pułk Piechoty Honwedu (HonvIR 3, HIR.3) – pułk piechoty królewsko-węgierskiej Obrony Krajowej.
Pułk został utworzony w 1886 roku. Okręg uzupełnień – Debreczyn.
Kolory pułkowe: szary (niem. schiefergrau), guziki złote. Skład narodowościowy w 1914 roku 92% – Węgrzy. Sztab oraz wszystkie batalion stacjonowały w Debreczynie.
W 1914 roku wszystkie bataliony walczyły na froncie wschodnim. Bataliony wchodziły w skład 39 Brygady Piechoty Honwedu należącej do 20 Dywizji Piechoty Honwedu, a ta z kolei do III Korpusu 2 Armii.

## Dowódcy pułku
- płk Stephan Stadler (1914[3])